# Горбачевські
Горбачевські — український шляхетський рід.

## Походження
Найімовірніше засновником роду був Дмитро де Боратин (+1374 р). Його нащадками були: Йосип Мальцицький, Семен Дуковський, Теодор Тамановський, Дем’ян Михалевський, Василь Банковський, Петро Боратинський та Іван Горбачевський. Останній одружився з перемишлянською підкомірною Катериною Джурит гербу Корчак, і від шлюбу яких пішли Горбачевські гербу Корчак.
Найбільш відомими представниками роду були брати Іван та Антін Горбачевські.

## Родовідна схема
- Дмитро де Боратин (*? — †1374)
  - Йосип Мальчицький (*? — †?)
  - Семен Дуковський (*? — †?)
  - Теодор Тамановський (*? — †?)
  - Дем’ян Михалевський (*? — †?)
  - Василь Банківський (*? — †?)
  - Петро Боратинський (*? — †?)
  - Іван Горбачевський (*? — †?) ∞ Катерина Джурит гербу Корчак (*? — †?) — перемиська підкомірна
    - Петро (*? — †?) — хорунжий львівський ∞ Ганна Добрилович гербу Сас – старостянка стрийська
      - Матвій (*? — †?) — урядник львівський
      - Іван (*? — †після 1519) — ротмістр, виступав проти татарів в 1519 р. ∞ Варвара Горностай гербу Гіпоцентавр (*? — †?) — старостянка слонімська
        - Олександер (*? — †?) — підкомірний слонімський
        - Іліяш (*? — †?) — староста принський ∞ Ядвига Тишкевич гербу Леліва
          - Яків (*? — †?) — хорунжий слонімський
          - Іван (*? — †після 1570) — ротмістр проти татарів і московитів в 1570 році ∞ Варвара Хрестович гербу Одвонж (*? — †?) — старостянка кобринська
            - Павло (*? — †?)
            - Франко (*? — †?)
            - Олександр (*? — †?)
            - Прокіп (*? — †?)

### Гілка Якова та Гелени Горбачевських
- Яків (*? — †?) ∞ Гелена Литвин (*1706 — †1795)
  - Василь (*1732 — †1825) ∞ Анастасія Петрів (*? — †?)
    - Степан (*1781 — †?)
    - Теодор (*1784 — †?)
    - Анастасія (*1787 — †?)
    - Іван (*? — †?) ∞ Марія Баранецька (*? — †?)
      - Михайло (*1815 — †?) ∞ Теофіла Стеткевич гербу Костеша (*? — †?)
        - Сюзанна (*? — †?)
        - Леонід (*? — †?)
        - Клавдія (*? — †?) ∞ NN Баран гербу Юноша (*? — †?)
        - Михайло (*1864 — †?) ∞ Марія Громницька гербу Правдич (*? — †?)
        - Наталя (*? — †?) ∞ Мечислав Лободинський (*? — †?)
          - Мирон (*? — †?)
          - Софія (*1895 — †?)

      - NN (*? — †?) ∞ NN Жураковський гербу Сас (*? — †?)

  - Іван (*1732 — †1805) ∞ Магдалина NN (*? — †?)
    - Іван (*1775 — †1795)
    - Марія (*? — †?) ∞ Іван Баласко (*? — †?)
    - Теодор (*1778 — †?)
    - Катерина (*1780 — †?)
    - Анастасія (*1786 — †?)

### Гілка Теодора та Тетяни Горбачевських
- Теодор (*1745 — †1815) ∞ Тетяна Біда (*? — †?)
  - Мирон (*1771 — †?)
  - Юхим (*1774 — †1828) ∞ Гелена Завальницька (*? — †?)
    - Марія Магдалена (*1804 — †?) ∞ Петро Радкевич (*? — †?)
    - Ганна (*1806 — †?)
    - Костянтин (*1809 — †1868) ∞ Франческа Ерстер (*? — †?)
      - Теодозія (*1835 — †1895)
      - Пелагея (*1839 — †?) ∞ Лукіян Шебеста (*? — †?)
      - Іван (*1845 — †?)
      - Юхим (*1841 — †1845)
      - Юхим (*1839 — †?) ∞ Анастасія Завадецька (*1913 — †?)
        - Марія (*1890 — †?) ∞ Франко (*? — †?)
        - Санотця (*1918 — †?)

    - Евдокія (*1812 — †?) ∞ Северин Васильковський гербу Сас (*? — †?)
    - Елисавета (*? — †?) ∞ Олександер Витвицький гербу Корчак (*? — †?)
    - Ганна (*1818 — †?)
    - Юстина (*1819 — †?) ∞ Гаврило Подільський гербу Наленч (*? — †?)
    - Юлія (*1823 — †?)

  - Анастасія (*1778 — †?)

### Гілка Симона і Марії Горбачевських

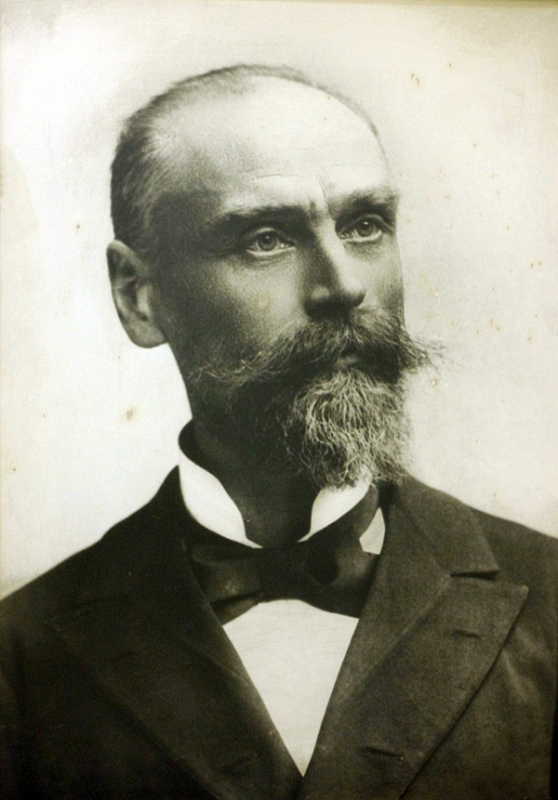
Іван Горбачевський

- Симон (*? — †?) ∞ Марія NN (*? — †?)
  - Андрій (*1758 — †1881) ∞ Марта NN (*1768 — †1810)
    - Іван (*1764 — †1813) ∞ Катерина Голодинська гербу Ястшембець (*? — †?)
      - Іван (*1812 — †?)
      - Михайло (*1812 — †1897) ∞ Кароліна Трачик (*1819 — †?)
        - Емілія (*1841 — †?)
        - Сидонія (*1844 — †?)
        - Агнесія (*1849 — †?)
        - Едмунд-Михайло (*1850 — †?) — генерал-лейтенант армії Австро-Угорщини ∞ Генрієта Маїргофер (*1859 — †?)
          - Домінік (*1881 — †?) — ротмістр армії Австро-Угорщини

        - Герман (*1851 — †1855)
        - Василь Людовик (*1854 — †1898)
        - Альбіна (*1856 — †1870)
        - Амалія (*1858 — †?)
        - Вільгельм (*1860 — †?)
        - Марта (*1862 — †?)

      - Віктор (*1812 — †?)
      - Василь (*1813 — †?)

    - Ганна (*1786 — †1789)
    - Василь (*1788 — †1788)
    - Василь (*1789 — †1796)
    - Катерина (*1791 — †1793)
    - Йосип (*1794 — †1801)
    - Текля (*1797 — †?) ∞ Іван Порубальський (*? — †?)
    - Катерина (*1800 — †?) ∞ Прокіп Лопатинський гербу Лопот (*? — †?)
    - Юстина (*1802 — †1802)

  - Ганна (*? — †?) ∞ NN Ключенко (*? — †?)
  - Василь (*? — †?) ∞ Марія Кліпановська[a] (*? — †?)
    - Микола (*1802 — †1883) ∞ Петранеля NN (*? — †?)
      - Адам (*1852 — †1886) ∞ Марія Терас (*? — †?)
      - Іванна (*? — †?) ∞ Онуфрій Поляновський (*? — †?)
        - Евген (*1882 — †?)

    - Бенедикт (*1806 — †1869) ∞ Ганна Хомич (*? — †?)
      - Теофіла (*1841 — †?) ∞ NN Смольницький (*? — †?)
      - Степан (*1843 — †1873)
      - Йосип (*? — †?) ∞ Сабіна Бородайкевич (*? — †?)
        - Ольга (*1863)
        - Гелена (*? — †?) ∞ Гнат Якимчук (*? — †?)
          - Наталя (*? — †?)
          - Ірена (*? — †?)
          - Ольга (*? — †?)
          - Роман (*? — †?)

        - Степанія (*? — †?) ∞ Іван Пилипович (*? — †?)
          - Тарас Пилипович (*? — †?)
          - Роман Пилипович (*? — †?) ∞ Нора Шак (*? — †?)

      - Юліана (*1845 — †?) ∞ NN Хомеринський (*? — †?)
      - Гілярій (*? — †?)
      - Софія (*? — †?)
      - Климентина (*? — †?)
      - Марія (*? — †?)
      - Олександра (*? — †?)

    - Хризант (*1816 — †?)

- -     - Яків (*1817 — †1875) ∞ Гонората Воїнська (*1833 — †?)
      - Корнелій (*1850 — † 1853)[b]
      - Марія (*1852 — †?) ∞ Ераст Ходоровський гербу Корчак (*? — †?)
        - Юліан Ходоровський (*? — †?) ∞ Степанія Кузів (*? — †?)
          - Лідія Ходоровська (*? — †?) ∞ Лев Голінатий (*? — †?)
          - Ольга Ходоровська (*? — †?)

      - Іван (*1854 — †1942) ∞ Емілія Білінська (*? — †?)
        - Ольга (*1883 — †1954) ∞ Василь Костів (*? — †?)
        - Марія (*1885 — †1979)

      - Антоній (*1856 — †1944) ∞ Мальвіна Мицьковська (*? — †?)
        - Галина (*? — †?)
        - Лідія-Марія (*? — †?) ∞ Іван Носик (*? — †?)
          - Ірена-Романа Носик (*? — †?)

      - Яків (*1858 — †1860)
      - Климентина (*1862 — †1862) 1862-1862
      - Йосип (*1864 — †?)
      - Стефан (*1868 — †?)[c]

    - Катерина (*? — †?) ∞ Іван Білецький гербу Янина (*? — †?)

  - Петро (*1775 — †1831) ∞ Розалія Верхратська (*? — †?)
    - Северин (*1807 — †1888) ∞ Сюзанна Храневич (*? — †?)
      - Текля (*1803 — †1887) ∞ Іван Струтинський гербу Сас (*? — †?)
      - Евеліна (*1835 — †?) ∞ Іполіт Брилінський гербу Сас (*? — †?)
      - Павло (*1840 — †1894) ∞ Антонія Ягейлович гербу Лабендз (*? — †?)
      - Юліан (*1842 — †1861)
      - Сюзанна (*1844 — †1851)
      - Климентина (*1847 — †1851)
      - Северина (*1849 — †1851)
      - Максимільян (*1852 — †1853)
      - Ераст (*1855 — †?) ∞ Аделя Кресінська гербу Нечуя (*? — †?)
        - Олімпій (*1892 — †?)
        - Марія (*1896 — †?)
        - Сюзанна (*1898 — †?)
        - Северин (*1900 — †?)
        - Ганна (*1902 — †?)

      - Гіларі (*1857 — †1859)

    - Аполоній (*1811 — †?)
    - Віктор (*1812 — †?)
    - Теофіл (*1814 — †?)